# Ignaz von Trauner
Ignaz von Trauner, auch Ignatius oder Ignatz (von) Trauner, OSB (* 1638 auf Schloss Adelstetten bei Salzburg; † 21. Oktober 1694 in Regensburg) war ein bedeutender bayerischer Prediger in der Zeit des Barock und Benediktiner und Abt im Regensburger Kloster Sankt Emmeram.

## Biographie
Ignaz von Trauner entstammte dem alten bayerisch-salzburgischen Adelsgeschlecht der Edlen von Trauner. Er war einer unter mehreren Angehörigen dieser Familie, die seit dem 16. Jahrhundert unter den Mitgliedern der Männer- und Frauenklöster sowie Stifte, aber auch im Diözensanklerus dieser Region erscheinen und teilweise hohe kirchliche Ämter innehatten.
Ignaz von Trauner war 1654 in das Regensburger Reichskloster Sankt Emmeram aufgenommen und anschließend zum Studium der Philosophie und Theologie nach Rom an das Collegium Germanicum entsandt worden. In Rom empfing er 1662 die Priesterweihe. Nach der Rückkehr aus Rom wirkte er als Beichtvater bei den Benediktinerinnen der Abtei Nonnberg in Salzburg. In Regensburg übernahm er 1666 das Amt des Pfarrvikars der zum Kloster Sankt Emmeram gehörenden Pfarrei Sankt Rupert und bekleidete ab 1669 im Konvent das Amt des Priors und des Predigers an der Stiftskirche Sankt Emmeram. 
Am 6. November 1691 wurde Ignaz von Trauner vom Konvent von St. Emmeram zum Nachfolger des verstorbenen Abtes Coelestin Vogl gewählt. Die apostolische Bestätigung des neuen Abtes erfolgte bereits kurz nach der Wahl, die Benediktion durch den Regensburger Weihbischof Albert Ernst von Wartenberg jedoch erst am 13. November 1692. Grund für diesen langen Aufschub waren wohl Differenzen mit dem bischöflichen Stuhl von Regensburg aufgrund der kurz zuvor unter maßgebenden Anteil der Abtei Sankt Emmeram und ihrem Abt Coelestin Vogl errichteten Bayerischen Benediktinerkongregation. Durch diesen Zusammenschluss sah der Bischof seine Rechte und den Einfluss auf die in seinem Bistum liegenden Klöster beschränkt.
Bereits ab 1690 (bis zu seinem Tod 1694) fungierte Ignaz von Trauner auch als Administrator in Kloster Plankstetten und Kloster Reichenbach am Regen.
Ignaz von Trauner machte sich einen Namen als Übersetzer italienischer Werke und als Prediger. Viele seiner Predigten sind im Druck erschienen (teilweise auch als Sammlungen und in mehreren Auflagen). Er gilt als einer der bedeutenden Prediger des Barock in Bayern.

## Werke (gedruckte Predigten in Auswahl)
- Gallus Cantans. Das ist: Krähender Hauß-Hahn, Dem in Sünden-Schlaf ligenden Hauß-Gesind deß grossen Hauß-Vatters Zum Aufferwecken bestellt und aufgesetzt in Buß- und Passions-Predigen. Nunmehr zum drittenmahl in Truck ausgangen, und mit etlichen Leychpredigen vermehret, Dillingen 1687.
- Geistliche Seelen-Jagd. Das ist: Anderes Dominicale. Oder Sonntägliche, und mit neuen Exordijs auff die Kirchweyhungen gerichte Predigen, Mit unterschidlichen, außerlesnen, und mehreren Theils auß Welschen Authoribus gezognen raren Concepten, Sambt dreyfachen Registern verfasset, Dillingen 1690.
- Fragmenta Sacra, Das ist überbliebene Geistliche Brosamen, Oder Sittliche Lob- und Ehren-Predigen. Opus Posthumum, 2 Bände, Dillingen 1701 und 1702.